# Slavenarmband

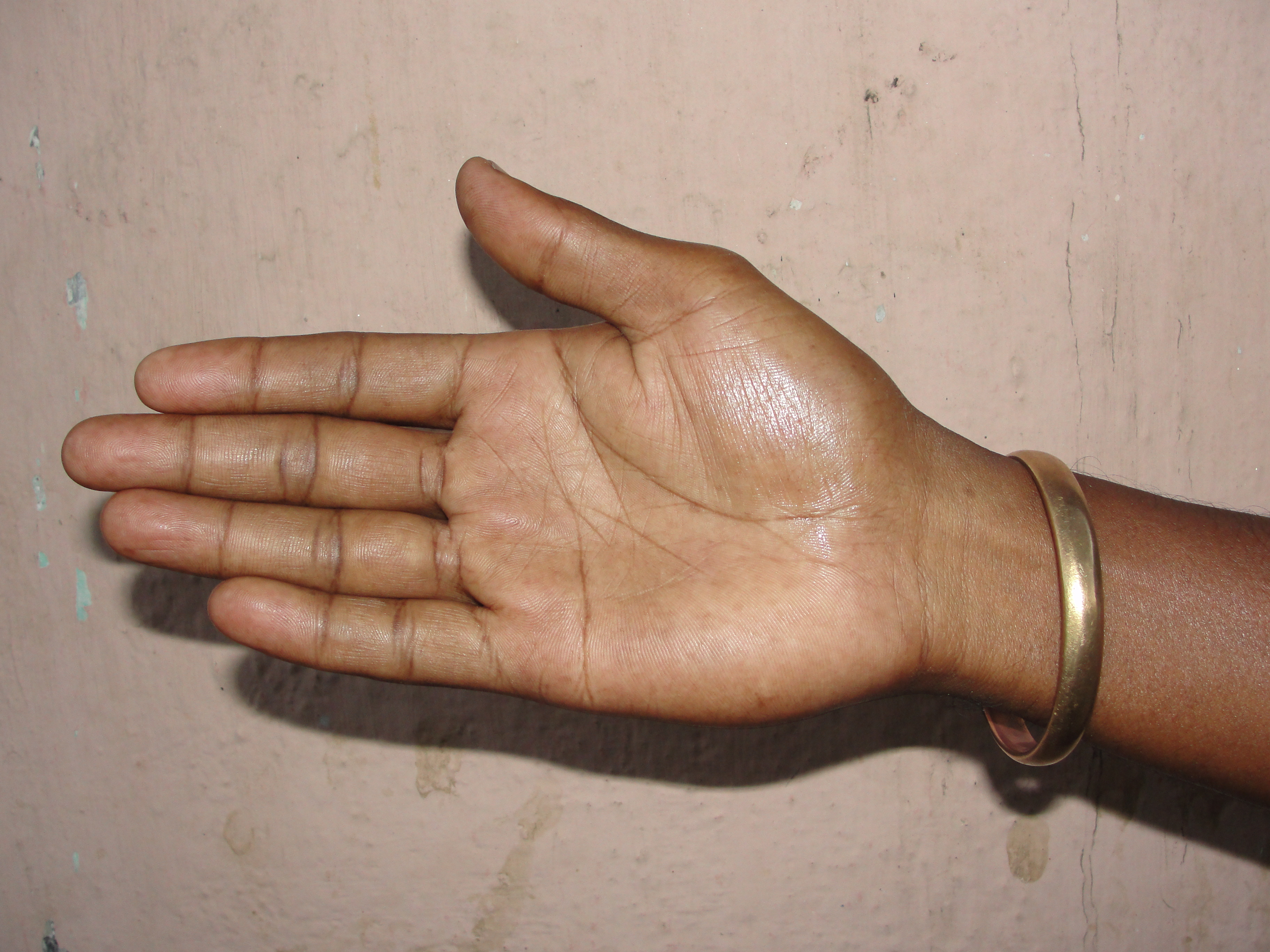
Gouden slavenarmband uit India

Een slavenarmband, slavenband of boeiarmband is een ringvormige armband uit een stuk, meestal van metaal, die als sieraad om de pols gedragen wordt. De uiteinden van een open slavenarmband zijn vaak afgewerkt met twee bolletjes of bloemknoppen. Sommige slavenarmbanden kunnen worden gesloten doordat zij een scharnier of klikslot hebben.
Metalen slavenarmbanden kunnen hol of massief zijn. Meestal zijn zij rond of ovaal van vorm, soms zijn zij versierd met zirkonia of diamanten. Behalve van metaal kan een slavenarmband ook gemaakt zijn van halfedelsteen, hout, leer, klei of schelpen.

## Geschiedenis
De oudst bekende afbeelding van ringvormige armbanden is gevonden op een beeld van een dansende vrouw met armbanden uit 2600 voor Christus dat is gevonden in Pakistan. Op het Indisch subcontinent zijn ook dergelijke armbanden van schelpen, klei, koper, goud of brons gevonden. Zij dienden als versiering en mogelijk ook als bescherming tegen onheil. Bij de Romeinen werden open armbanden gedragen die veel gelijkenis tonen met de latere slavenarmbanden.
Portugese (slaven)handelaren startten in de zestiende eeuw de productie van manilla's - metalen armringen - en gebruikten deze als betaalmiddel bij de handel in tot slaaf gemaakte Afrikanen. Later volgden andere Europese slavenhandelaren dezelfde werkwijze. Manilla's worden soms onterecht bestempeld als slavenarmbanden; de door de Europeanen geproduceerde manilla's werden echter zelden als sieraad gedragen.
Het Nationaal Museum van Wereldculturen heeft verschillende ijzeren slavenarmbanden uit Burkina Faso in de collectie. Deze slavenarmbanden dienden als herkenningsteken voor slaven, niet als sieraad. De inheemse naam in Burkina Faso voor deze armband is Bèrè Zan, samengesteld uit de woorden 'Bèrè', dat 'slaaf' betekent en 'Zan', dat 'armband' betekent.
In de loop van de tijd heeft iedere ringvormige armband uit een stuk de benaming slavenarmband gekregen. In de jaren vijftig van de twintigste eeuw werd de slavenarmband als sieraad populair in de Verenigde Staten en later ook in Nederland. Deze armband was vrij smal en had de vorm van een ring. Hij werd vaak als symbool van verbondenheid cadeau gegeven bij een verloving. Sindsdien wordt hij nog altijd als sieraad gebruikt.
In Suriname wordt de slavenarmband gedragen als herinnering aan het slavernijverleden. Albert Helman schrijft: Wel is het verwonderlijk dat men, bij alle bestaande afkeer van herinneringen aan de slaventijd, er toch een kennelijk genoegen in schept, dit opvallende reliek levend te houden. Overigens houden ook namen en uitdrukkingen op dit gebied deze herinneringen in stand. Want de open, met knoppen over elkaar sluitende armbanden van zilver of goud die bij deze dracht horen, maar ook anders gaarne gedragen worden, heten in Suriname nog altijd ‘boeien’. De armbanden worden hier ook wel slavenboei, boeiarmband of bombereboei genoemd. Het boeien van slaven gebeurde vooral tijdens slaventransporten, maar slaven konden door hun eigenaren of opzichters ook in de boeien worden geslagen als strafmaatregel of bij vluchtgevaar.
De boeiarmband wordt ook door Afro-Surinamers gedragen die de wintireligie belijden. De geliefde sieraden van Aisa, een grong-Winti (winti van het element aarde), zijn opgeblazen boeiarmbanden met bloemknoppen of ronde kogels aan de uiteinden.

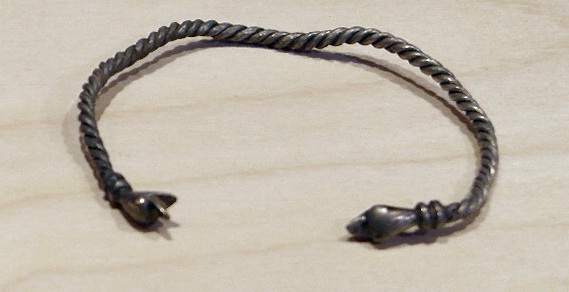
Romeinse armband
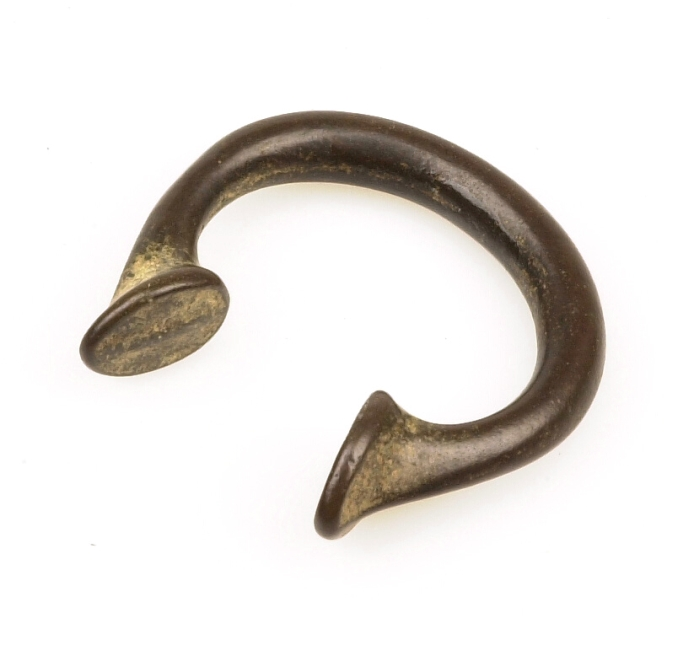
Koperen manilla uit Kameroen
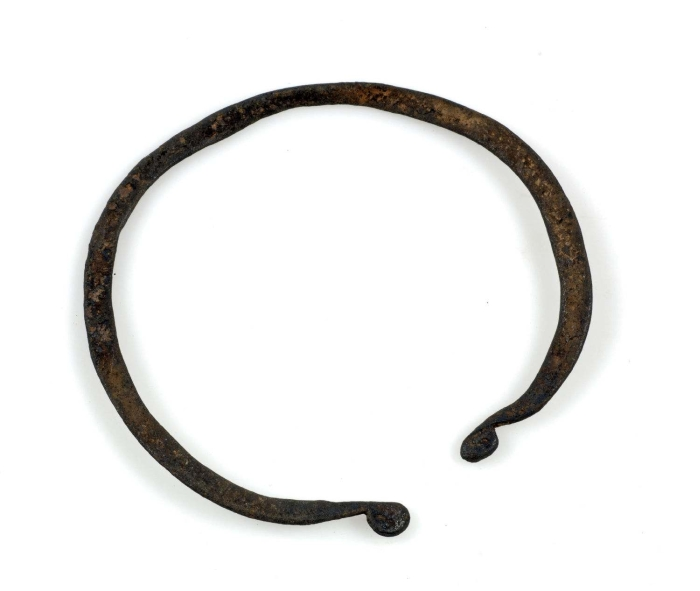
IJzeren slavenarmband uit Burkina Faso
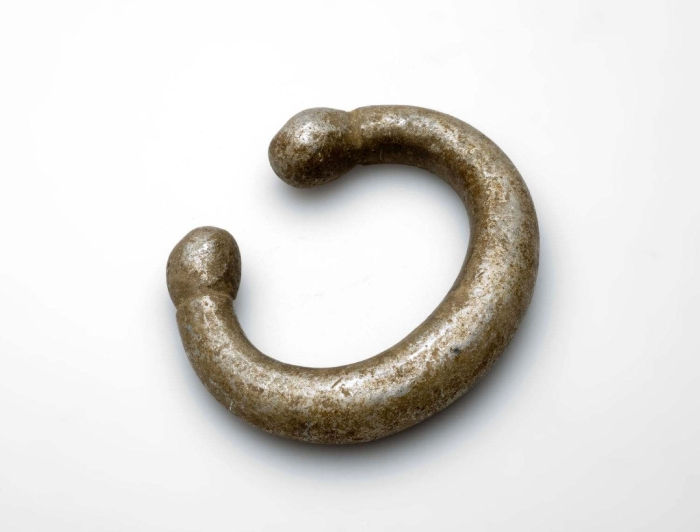
Aluminium armband uit Burkina Faso
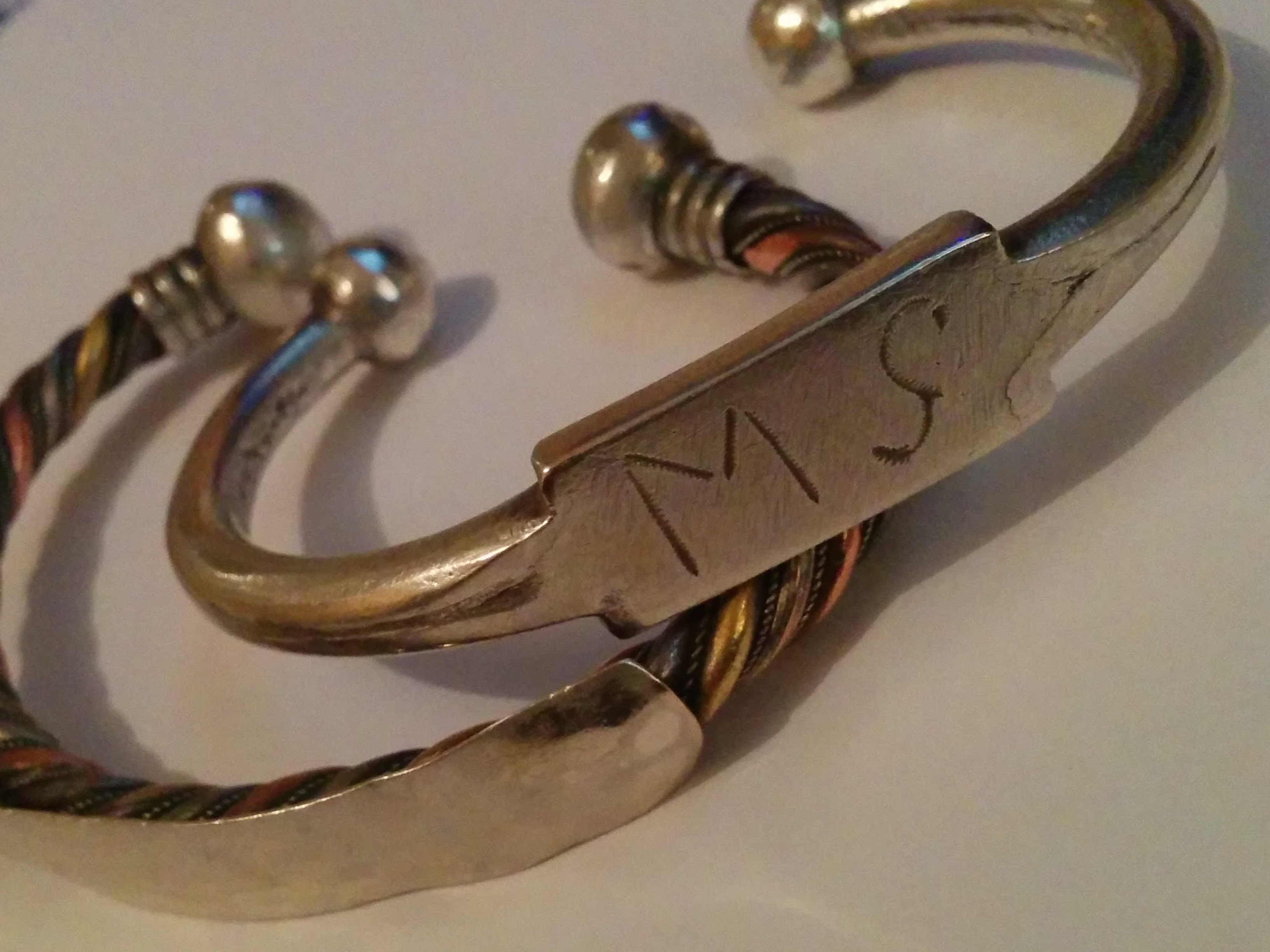
Traditionele armbanden uit Ivoorkust
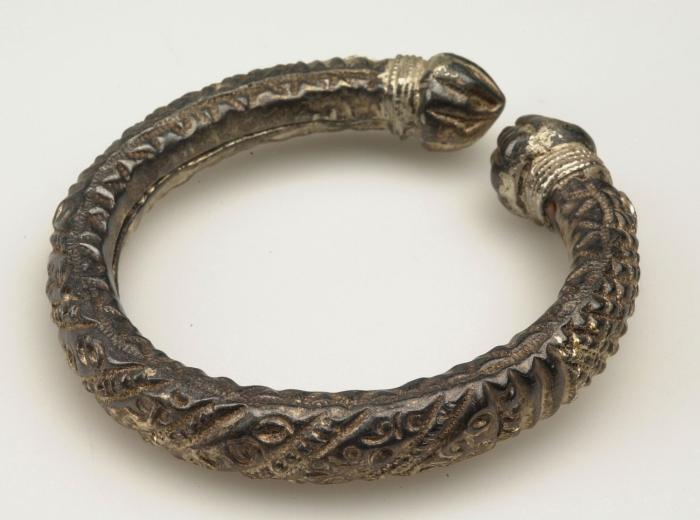
Zilveren armband met rozenknoppen uit Suriname
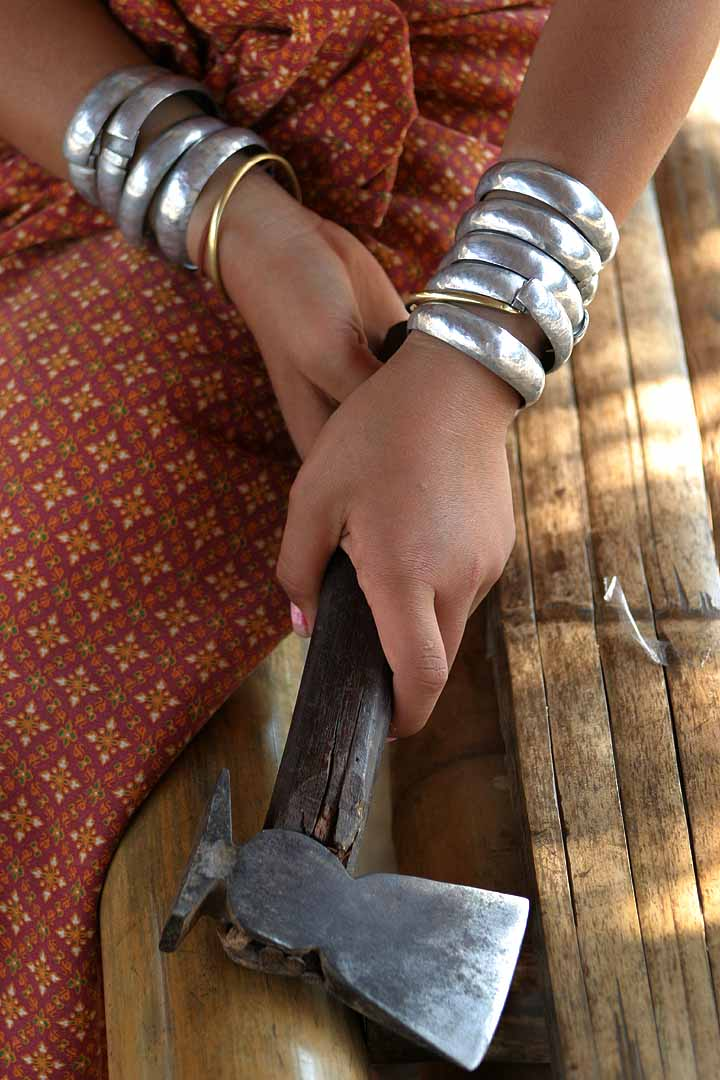
Armbanden van een Thais bergvolk
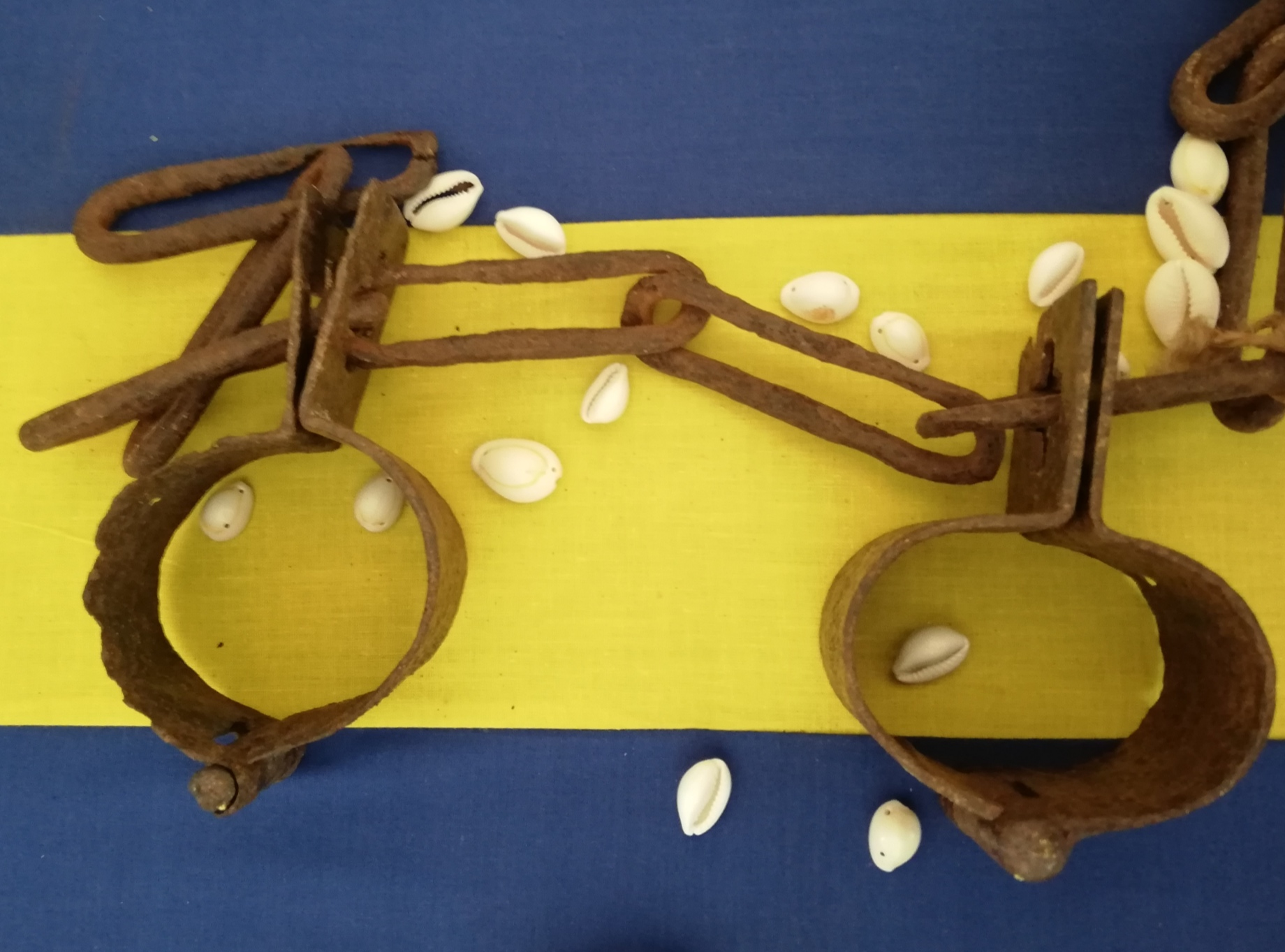
IJzeren slavenboeien in Landhuis Knip, Curaçao
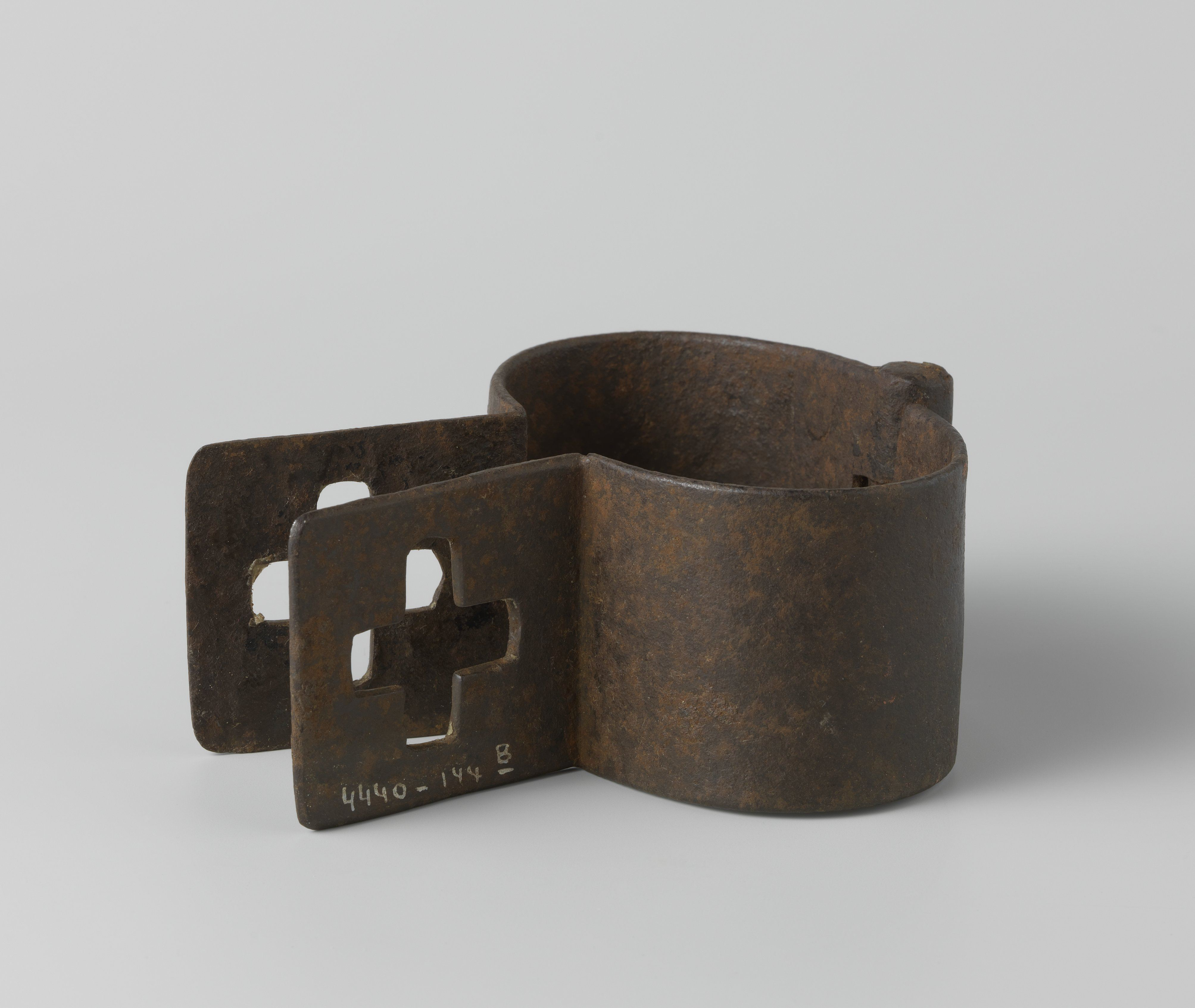
IJzeren slavenboei van de plantage Overtoom, Suriname, mogelijk aangeschaft in 1842 op aanbeveling van de gouverneur met het oog op eventueel ingrijpen bij de afschaffing van de slavernij.